# Гері Доннеллі
Гері Доннеллі (англ. Gary Donnelly; нар. 3 червня 1962) — колишній американський тенісист.
Найвищу одиночну позицію світового рейтингу — 48 місце досяг 11 жовтня, 1986, парну — 16 місце — 3 листопада, 1986 року.
Здобув 8 парних титулів.
Найвищим досягненням на турнірах Великого шолома був фінал в парному розряді.
Завершив кар'єру 2000 року.

## Фінали Гран-прі та WCT

### Парний розряд (8–10)
| Результат | W/L | Дата     | Турнір                       | Покриття   | Партнер          | Суперники                           | Рахунок        |
| --------- | --- | -------- | ---------------------------- | ---------- | ---------------- | ----------------------------------- | -------------- |
| Поразка   | 1.  | Лип 1984 | Бостон, США                  | Ґрунт      | Ерні Фернандес   | Кен Флек Роберт Сегусо              | 4–6, 4–6       |
| Перемога  | 1.  | Вер 1984 | Гонолулу, США                | Тверде     | Балч Волтс       | Марк Діксон Майк Ліч                | 7–6, 6–4       |
| Поразка   | 2.  | Лис 1985 | Стокгольм, Швеція            | Тверде (i) | Майк Де Палмер   | Гі Форже Андрес Гомес               | 3–6, 4–6       |
| Перемога  | 2.  | Лис 1985 | Відень, Австрія              | Тверде (i) | Майк Де Палмер   | Серхіо Касаль Еміліо Санчес Вікаріо | 6–4, 6–3       |
| Перемога  | 3.  | Кві 1986 | Барі, Італія                 | Ґрунт      | Томаш Шмід       | Серхіо Касаль Еміліо Санчес Вікаріо | 2–6, 6–4, 6–4  |
| Поразка   | 3.  | Кві 1986 | Ніцца, Франція               | Ґрунт      | Колін Даудесвелл | Якоб Гласек Павел Сложил            | 3–6, 6–4, 9–11 |
| Поразка   | 4.  | Тра 1986 | Флоренція, Італія            | Ґрунт      | Майк Де Палмер   | Серхіо Касаль Еміліо Санчес Вікаріо | 4–6, 6–7       |
| Поразка   | 5.  | Лип 1986 | Вімблдонський турнір, Лондон | Трава      | Пітер Флемінг    | Йоакім Нюстром Матс Віландер        | 6–7, 3–6, 3–6  |
| Поразка   | 6.  | Вер 1986 | Сан-Франциско, США           | Килим      | Майк Де Палмер   | Пітер Флемінг Джон Макінрой         | 4–6, 6–7(2–7)  |
| Перемога  | 4.  | Жов 1986 | Tokyo Indoor, Японія         | Килим      | Майк Де Палмер   | Андрес Гомес Іван Лендл             | 6–3, 7–5       |
| Перемога  | 5.  | Лис 1986 | Гонконг                      | Тверде     | Майк Де Палмер   | Пет Кеш Марк Кратцманн              | 7–6, 6–7, 7–5  |
| Поразка   | 7.  | Кві 1987 | Чикаго, США                  | Килим      | Майк Де Палмер   | Пол Еннекон Хрісто ван Ренсбург     | 3–6, 6–7(4–7)  |
| Поразка   | 8.  | Тра 1987 | Форест-Гіллс, США            | Ґрунт      | Пітер Флемінґ    | Гі Форже Яннік Ноа                  | 6–4, 4–6, 1–6  |
| Перемога  | 6.  | Лип 1987 | Лівінгстон, США              | Тверде     | Грег Голмс       | Кен Флек Роберт Сегусо              | 7–6, 6–3       |
| Перемога  | 7.  | Лип 1987 | Скенектаді, США              | Тверде     | Гері Мюллер      | Бред Пірс Джим П'ю                  | 7–6, 6–2       |
| Перемога  | 8.  | Сер 1987 | Washington Open, США         | Тверде     | Пітер Флемінг    | Лорі Вордер Блейн Вілленборг        | 6–2, 7–6       |
| Поразка   | 9.  | Кві 1988 | Сеул, Південна Корея         | Тверде     | Джим Грабб       | Ендрю Кастл Роберто Саад            | 7–6, 4–6, 6–7  |
| Поразка   | 10. | Чер 1989 | Бристоль, Англія             | Трава      | Майк Де Палмер   | Пол Чемберлен Тім Вілкінсон         | 6–7, 4–6       |